# أليكس نورث
أليكس نورث (بالإنجليزية: Alex North)‏ (و. 1910 – 1991 م) هو ملحن، وعازف جاز من الولايات المتحدة الأمريكية. ولد في تشيستر.
توفي في لوس أنجلوس، عن عمر يناهز 81 عاماً.

## أعمال بارزة
من أهم أعماله:
- Unchained Melody.

## جوائز وترشيحات
حصل على جوائز منها:
- زمالة غوغنهايم
- جائزة إيمي.

ترشح لـ:
- جائزة الأوسكار لأفضل موسيقى تصويرية دراماتيكية أصلية، عن عمل: Shanks
- جائزة الأوسكار لأفضل موسيقى تصويرية دراماتيكية أو كوميدية أصلية، عن عمل: The Rainmaker
- جائزة الأوسكار لأفضل موسيقى تصويرية دراماتيكية أو كوميدية أصلية، عن عمل: الوشم الوردي
- جائزة الأوسكار لأفضل موسيقى تصويرية دراماتيكية أو كوميدية أصلية، عن عمل: سبارتاكوس
- جائزة الأوسكار لأفضل موسيقى تصويرية، عن عمل: The Agony and the Ecstasy
- جائزة الأوسكار لأفضل موسيقى تصويرية، عن عمل: كليوباترا
- جائزة الأوسكار لأفضل موسيقى تصويرية، عن عمل: Who's Afraid of Virginia Woolf?
- جائزة الأوسكار لأفضل موسيقى تصويرية دراماتيكية أو كوميدية أصلية، عن عمل: فيفا زباطة
- جائزة الأوسكار لأفضل موسيقى تصويرية دراماتيكية أو كوميدية أصلية، عن عمل: موت بائع متجول
- جائزة الأوسكار لأفضل موسيقى تصويرية دراماتيكية أصلية، عن عمل: Bite the Bullet
- جائزة الأوسكار لأفضل موسيقى تصويرية دراماتيكية أو كوميدية أصلية، عن عمل: عربة اسمها الرغبة
- جائزة الأوسكار لأفضل موسيقى تصويرية، عن عمل: Dragonslayer
- جائزة الأوسكار لأفضل موسيقى تصويرية، عن عمل: Under the Volcano
- Academy Award for Best Original Score, no Musical، عن عمل: The Shoes of the Fisherman.

## وصلات خارجية
- أليكس نورث على موقع IMDb (الإنجليزية)
- أليكس نورث على موقع الموسوعة البريطانية (الإنجليزية)
- أليكس نورث على موقع ألو سيني (الفرنسية)
- أليكس نورث على موقع ميوزك برينز (الإنجليزية)
- أليكس نورث على موقع تيرنر كلاسيك موفيز (الإنجليزية)
- أليكس نورث على موقع أول موفي (الإنجليزية)
- أليكس نورث على موقع قاعدة بيانات برودواي على الإنترنت (الإنجليزية)
- أليكس نورث على موقع قاعدة بيانات الأفلام السويدية (السويدية)
- أليكس نورث على موقع أول ميوزيك (الإنجليزية)
- أليكس نورث على موقع ديسكوغز (الإنجليزية)